# Walliserops
Walliserops (в честь профессора Валлизера из Геттингенского университета) — род трилобитов семейства Acastidae отряда факопид, обнаруженный в породах нижнего и среднего девона в горах Малого Атласа. Отличались прежде всего выростом глабеллы, использовавшимся для брачных турниров.

## История изучения
К. Бретт и Н. Чаттертон описывали род Parabolops, содержащий два вида, у которых на глабеллах были выросты, подобные рогатинам или трезубцам. Виды и различались по длине этих выростов. С длинным «трезубцем» был описан Parabolops neptunis, а с коротким Parabolops hammi. Позже, в 2001 году, Пьер Морзадек описал трилобита, которого назвал Walliserops trifurcatus, в дальнейшем Б. Чаттертон и Р. Фортей внесли в этот род ещё два вида – Walliserops hammii и Walliserops tridens, а название Parabolops стало младшим синонимом для рода Walliserops.

## Описание
Трилобиты рода Walliserops выделяются глабеллярным выростом для брачных турниров. Часто встречаются отклонения от двусторонней симметрии. Так у Walliserops hamii имеется затылочный вырост, загнутый в одну сторону. На двух первых грудных сегментах нет шипов. От двусторонней симметрии отходят в разной степени Walliserops trifurcatus и Walliserops hamii (у последнего несимметричность более очевидна). Предполагается, что несимметричность Walliserops зависела от близости «трезубца» к морскому дну. Предполагалось, что «трезубец» нёс рецепторы, маскировал хозяина или использовался для защиты, однако позднее выяснилось, что это орудие брачных турниров.